# Leo Peeters
 (novembre 2015).
Si vous disposez d'ouvrages ou d'articles de référence ou si vous connaissez des sites web de qualité traitant du thème abordé ici, merci de compléter l'article en donnant les références utiles à sa vérifiabilité et en les liant à la section « Notes et références ».
Pour les articles homonymes, voir Peeters.
Leo Albert Elisabeth Peeters, né le 2 mai 1950 à Kapelle-op-den-Bos dans le Brabant, (actuelle province du Brabant flamand), est un homme politique belge flamand et membre du sp.a.
Peeters est licencié de sciences politiques et sociales, et de 1972 à 1976 assistant à la faculté de droit de l'université de Gand. Entre 1977 et 1985 il travaille (pour le gouvernement) aux Affaires sociales.
Il est bourgmestre de Kapelle-op-den-Bos, de 1977 à 1982, puis de 1988 à 2011. Il démissionne en 2011 pour raisons de santé.
Entre 1989 et 1995 il est membre de la  Chambre des Représentants et du conseil flamand.
À partir de 1995 il devient Ministre flamand du travail et des affaires sociales; ensuite il est nommé ministre flamand de l'intérieur, de la politique urbaine (appelé aussi ministre de la ville) et du logement. Il est connu pour avoir écrit la circulaire Peeters, sur les questions linguistiques dans les communes flamandes. Après les élections régionales de 1999, qui ne l'a pas vu réélu, il reprend son mandat de bourgmestre de la ville de Kapelle-op-den-Bos. Il est par la suite élu membre du parlement flamand.
En 2002, il subit une grave attaque cardiaque. Il décide de prendre sa retraite du parlement flamand en 2004.
En 2004, il est porte-parole des maires flamands de la couronne de Bruxelles-Hal-Vilvorde, et reçoit à ce titre  l'Ordre du Lion des Flandres en 2005.
Le 20 juillet 2011, il annonce sa démission pour raisons de santé de son poste de bourgmestre. Il est remplacé par Else De Wachter.